# 深田ミミ
深田 ミミ（ふかだ みみ、1953年 - ）は、日本の元女優。「深田由美、深田ユミ、奈々ひろみ、衣笠恵子」の別名義で出演した作品もある。

## 略歴
- 1971年、東映製作のテレビドラマ『プレイガール』にレギュラー出演。以降東映の作品を中心に活躍。

## 出演作品

### テレビ
- プレイガール（1971年 - 1974年、東京12チャンネル / 東映） - 田村ミミ（第111話～最終話）、第102話（※深田ユミ 名義）、第107話
- 夜明けの刑事　第19話「宝くじブーム殺人事件」（1975年2月5日、TBS / 大映テレビ）[2]
- プレイガールQ　第35話「可愛いあばずれ」（1975年6月2日、東京12チャンネル / 東映） - ユカ※奈々ひろみ 名義
- 太陽にほえろ!　第188話「切札」（1976年2月20日、日本テレビ / 東宝） - 吉沢早苗[3]
- ベルサイユのトラック姐ちゃん　第8話「拳銃はやわ肌がお好き」（1976年6月25日、NET / 東映）※衣笠恵子 名義[4]
- バトルホーク（1976年10月4日 - 1977年3月28日、東京12チャンネル） - 楯ユリカ / クイーンホーク
- 華麗なる刑事　第8話「エース・ストライカーを撃つな」（1977年、フジテレビ / 東宝） - よしえ

### 映画
- ずべ公番長 はまぐれ数え唄（1971年、東映）
- 温泉おさな芸者（1973年、東映） - 和泉かおる（主演の一人）
- くの一忍法　観音開き（1976年、東映） - お妖（主演の一人）　※衣笠恵子 名義[5]
- 新仁義なき戦い 組長最後の日（1976年、東映）- 初江　※衣笠恵子 名義